# Mimas pseudobipunctata
Mimas pseudobipunctata är en fjärilsart som beskrevs av Barend J. Lempke 1959. Mimas pseudobipunctata ingår i släktet Mimas och familjen svärmare. Inga underarter finns listade i Catalogue of Life.